# Hartmut Welker
Hartmut Welker (* 27. Oktober 1941 in Velbert)  ist ein deutscher Opernsänger (Bassbariton).

## Werdegang
Ehe sich Welker zum Gesangsstudium entschloss, hatte er den Beruf als Werkzeugmacher erlernt und ausgeübt. Mit 28 Jahren begann er ein Gesangsstudium an der Musikhochschule Aachen bei Else Bischof. Am Opernhaus Aachen gab er 1974 sein Sängerdebüt mit der Partie des Graf von Monterone in „Rigoletto“, mit der er für einen erkrankten Sänger einsprang. Von 1975 bis 1977 war er als Chorist am Opernhaus Aachen verpflichtet und übernahm dort auch kleine Solopartien. Hier fand 1977 sein offizielles Debüt in der Rolle des Renato in „Un ballo in maschera“ von Giuseppe Verdi statt. Er wirkte bis 1980 am Aachener Theater und wurde anschließend für drei Jahre am Badischen Staatstheater Karlsruhe engagiert, dem er später als ständiger Gast angehörte. In diesen Jahren hatte er zahlreiche Gastauftritte in großen Opernhäusern der Welt, etwa an der Metropolitan Opera in New York, am Teatro alla Scala in Mailand, am Royal Opera House Covent Garden in London, an der Opéra Bastille in Paris, an den Staatsopern in Wien, Berlin und Hamburg sowie bei den Bayreuther Festspielen, den Salzburger Festspielen, den Bregenzer Festspielen und dem Edinburgh Festival.
Seit 1982 ist Welker Mitglied der Hamburgischen Staatsoper, seit 1985 der Wiener Staatsoper und seit 1987 der Deutschen Oper Berlin. 
Das Repertoire von Welker umfasst große Partien seines Faches in den Opern von Richard Wagner.
Die künstlerische Arbeit des Sängers wird durch Konzerte und Fernsehproduktionen ergänzt.
Hartmut Welker ist der Vater des Regisseurs Sebastian Welker.

## Repertoire (Auswahl)
- Don Pizarro in „Fidelio“ von Ludwig van Beethoven
- Wozzeck in „Wozzeck“ von Alban Berg
- Andrei Schtschelkalow in „Boris Godunow“ von Modest Mussorgski
- Schaklowity in „Chowanschtschina“ von Modest Mussorgski
- Barnaba in „La Gioconda“ von Amilcare Ponchielli
- Baron Scarpia in „Tosca“ von Giacomo Puccini
- Michele (auch Marcel) in „Il tabarro“ von Giacomo Puccini
- Roland, ein Ritter in „Fierrabras“ von Franz Schubert
- Sir Morosus in „Die schweigsame Frau“ von Richard Strauss
- Jochanaan in Salome von Richard Strauss
- Orest in Elektra von Richard Strauss
- Mandryka in „Arabella“ von Richard Strauss
- Jupiter in „Die Liebe der Danae“ von Richard Strauss
- Amonasro in „Aida“ von Giuseppe Verdi
- Macbeth in „Macbeth“ von Giuseppe Verdi
- Alberich in „Das Rheingold“, „Siegfried“ und „Götterdämmerung“ von Richard Wagner
- Wanderer in „Siegfried“ von Richard Wagner
- Wotan in „Das Rheingold“ und „Die Walküre“ von Richard Wagner
- Telramund in „Lohengrin“ von Richard Wagner
- Amfortas und Klingsor in „Parsifal“ von Richard Wagner
- Kurwenal in „Tristan und Isolde“ von Richard Wagner
- Der Holländer in „Der fliegende Holländer“ von Richard Wagner
- Kaspar, erster Jägerbursche in „Der Freischütz“ von Carl Maria von Weber
- Hans in „Der Traumgörge“ von Alexander Zemlinsky

## Diskografie (Auswahl)
- Fierrabras
- Notre Dame
- Fidelio
- Das Wunder der Heliane
- Lohengrin
- Gurre-Lieder